# Рузаєвка
Руза́євка (рос. Рузаевка, ерз. Оразай) — місто, центр Рузаєвського району Мордовії, Росія. Адміністративний центр та єдиний населений пункт Татарсько-Пішлинського сільського поселення.

## Географія
Місто розташоване на річці Інсар (басейн Волги), за 25 км від Саранська.

## Історія
Назва походить від імені темниковського мурзи Урозая, якому це село було віддане в 1631 році (перша згадка). З 1783 року згадується як село Рузаєвка. В другій половині 18 століття Рузаєвка належало Миколі Струйському, товаришу митця Федора Рокотова, який працював в Рузаєвці. В цей час в Рузаєвці збудовано палац, проєкт якого розробляв Растреллі і одна з перших в Росії провінційних приватних друкарень.

## Населення
Населення — 47523 особи (2010; 49790 у 2002).

## Господарство
У 2008 році загальна вартість відвантажених товарів власного виробництва склала 12,3 млрд рублів.
Головні підприємства:
- Рузаєвський завод хімічного машинобудування — обіг станом на 2007 рік становить 8600 млн рублів.
- завод «Лісма РОЗЕМА»
- завод електровакуумного машинобудування
- завод «Рузтекст»
- завод «Вісмут»
- молокозавод
- вагоноремонтний завод залізничного транспорта
- ЗАТ «Рузаєвський склозавод»

Станція Рузаєвка і велике локомотивне депо на «історичному» напрямку Транссибу.

## Відомі люди
В місті народилась Стрига Ангеліна Олександрівна (*1941) — український музикант.